# Lyndsie Fogarty
Lyndsie Fogarty (n. 17 aprilie 1984, Brisbane, Queensland, Australia) este o canoistă ce a reprezentat Australia, medaliată olimpică. A participat la 2 ediții ale Jocurilor Olimpice (2008, 2012) în care a câștigat o medalie de bronz.